# Lumșorî, Pereciîn
Lumșorî (în ucraineană Лумшори) este un sat în comuna Turîcikî din raionul Pereciîn, regiunea Transcarpatia, Ucraina.

## Demografie
Componența lingvistică a localității Lumșorî
     Ucraineană (98,81%)
     Rusă (1,19%)
Conform recensământului din 2001, majoritatea populației localității Lumșorî era vorbitoare de ucraineană (98,81%), existând în minoritate și vorbitori de rusă (1,19%).